# Wiener Platz (Dresden)
De Wiener Platz (1974-1991 Leninplatz) is een plein in de Duitse stad Dresden en ligt ten noorden van het Dresden Hauptbahnhof. Het vormt de overgang tussen het treinstation, de voetgangerszones met winkels en het lokale openbaar vervoer en is daarom een van de belangrijkste vervoersknooppunten in het tramnetwerk van de stad.

## Ligging
Het plein ligt aan de zuidelijke rand van het district Altstadt in de wijk Seevorstadt. Beginnend bij de Wiener Platz kan een as in oostelijke richting door Dresden worden getrokken, die zich uitstrekt van de Russisch-orthodoxe kerk via de Prager Straße, Seestraße, Altmarkt, Schloßplatz, over de Augustusbrücke, Neustädter Markt en Hauptstraße naar de Albertplatz.
De Prager Straße, St. Petersburger Straße, Ammonstraße, Wiener Straße en Fritz-Löffler-Straße komen samen op Wiener Platz. 

## Geschiedenis

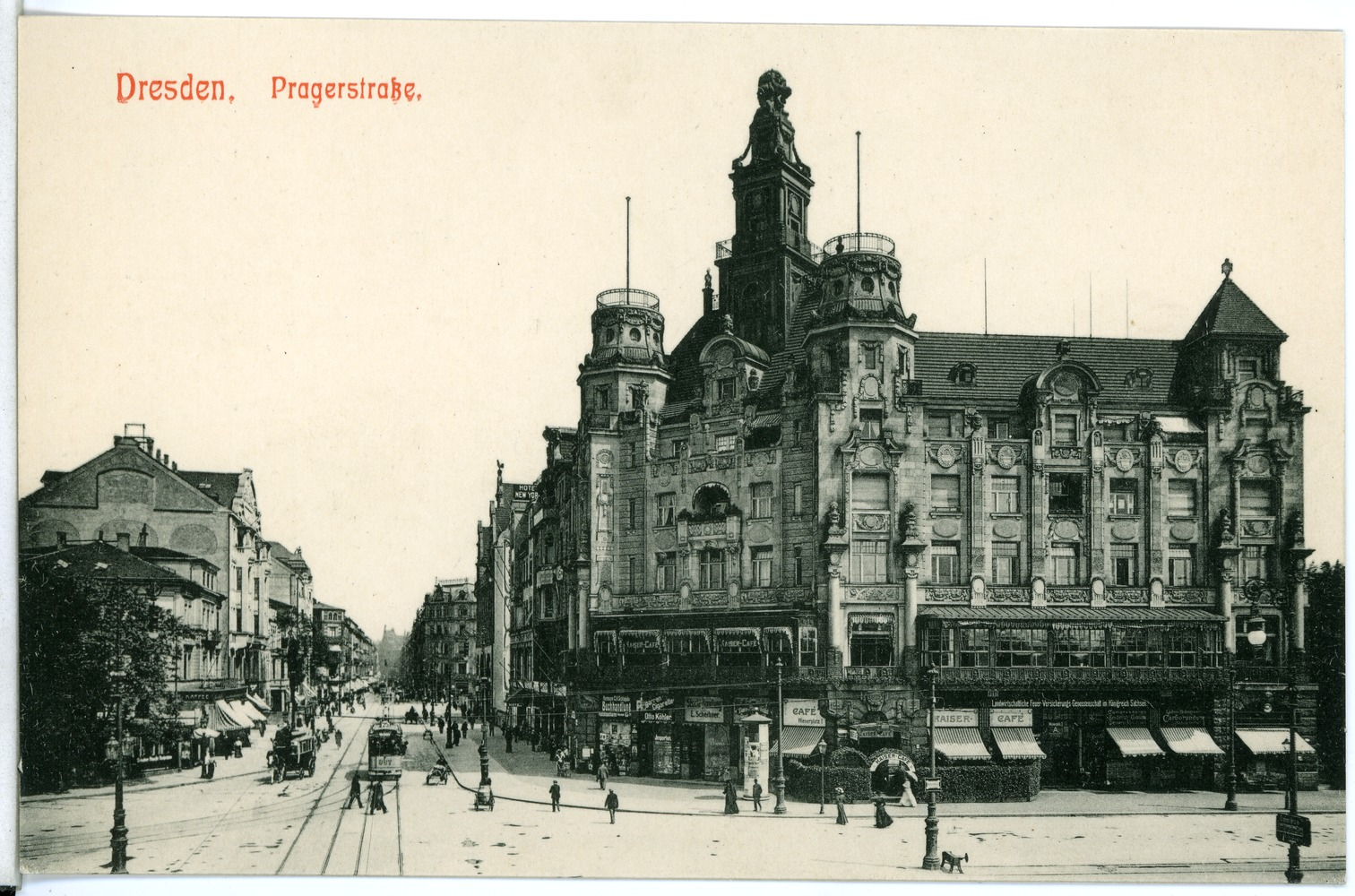
Hoekhuis Wiener Platz 1 in 1909

Vanaf 1851 leidde de Prager Straße naar het Böhmischer Bahnhof, maar niet rechtstreeks. Er was een groter plein voor het station, maar dit werd gecategoriseerd als Wiener Straße. Pas na de bouw van het hoofdstation kreeg het plein, dat nu aan de noordelijke voorkant lag, een naam: Sinds 1903 heet dit plein Wiener Platz.
Rond 1930 waren er tien gebouwen gegroepeerd rond het plein, waaronder villa's en drie hotels, zoals het Hotel “Kaiser Wilhelm” uit 1888 en het Hotel Sandig. Het plein werd gedomineerd door het prachtige gebouw van de “Landwirtschaftliche Feuerversicherungs-Genossenschaft” met het adres Wiener Platz 1, dat werd gebouwd van september 1901 tot oktober 1902 volgens plannen van Kurt Diestel. Het vijf verdiepingen tellende hoekgebouw dat het plein domineert, werd bekroond door een drie verdiepingen tellende toren in neo-empirestijl, ontworpen door Georg Pöschmann, boven de afgeschuinde hoek van het gebouw. De rijk gestructureerde gevel was versierd met elementen uit de Weense versie van art nouveau, de secession. Op de begane grond waren acht smalle winkels en een straatcafé gevestigd, die bij het Kaiser Café op de eerste verdieping hoorden. In 1945 werden alle gebouwen op de Wiener Platz verwoest. Begin jaren vijftig werd alles gesloopt. 
Na de verwoesting bleef het plein ongeveer 40 jaar lang een grotendeels groene open ruimte. Het bleef daarom grotendeels naamloos op stadsplattegronden tot 1974, toen het de naam Leninplatz kreeg na de oprichting van het Lenindenkmal. Na de hereniging in 1990 werd het plein beschouwd als de op één na grootste binnenstedelijke bouwplaats in Duitsland, na de Potsdamer Platz in Berlijn. In tegenstelling tot de Neumarkt, die werd heropgebouwd naar historisch model, werd de Wiener Platz modern heropgebouwd. 
Onder de Wiener Platz bevindt zich een verkeerstunnel en een ondergrondse parkeergarage met verschillende verdiepingen.